# Lipowo (Biskupiec)
Lipowo (deutsch Lipowo, 1933 bis 1945 Lindenhorst) ist ein Dorf in der polnischen Woiwodschaft Ermland-Masuren, das zur Stadt- und Landgemeinde Biskupiec (Bischofsburg) im Powiat Olsztyn (Kreis Allenstein) gehört.

## Geographie
Lipowo liegt 23 Kilometer südwestlich der einstigen Kreisstadt Reszel (Rößel) und 37 Kilometer nordöstlich der jetzigen Powiathauptstadt Olsztyn (Allenstein). Durch den Ort führt eine Nebenstraße, die die Woiwodschaftsstraße 590 (frühere deutsche Reichsstraße 141) östlich von Biskupiec (Bischofsburg) mit Stanclewo (Stanislewo, 1931 bis 1945 Sternsee) verbindet. 

## Geschichte

### Ortsgeschichte
Lipowo bestand vor 1945 aus einem Gut, einer Ziegelei und einer Försterei. Im Jahr 1785 war es ein Ort mit vier Feuerstellen. Am 9. Juli 1874 wurde das Dorf in den neu errichteten Amtsbezirk Raschung (heute polnisch: Rasząg) eingegliedert, der zum Kreis Rößel im Regierungsbezirk Königsberg (ab 1905 Regierungsbezirk Allenstein) der preußischen Provinz Ostpreußen gehörte. Am 1. Dezember 1910 waren in Lipowo 30 Einwohner registriert.
Aufgrund der Bestimmungen des Versailler Vertrags stimmte die Bevölkerung im Abstimmungsgebiet Allenstein, zu dem Lipowo gehörte, am 11. Juli 1920 über die weitere staatliche Zugehörigkeit zu Ostpreußen (und damit zu Deutschland) oder den Anschluss an Polen ab. In Lipowo stimmten 20 Einwohner für den Verbleib bei Ostpreußen, auf Polen entfielen keine Stimmen.
Am 17. Oktober 1928 wurde Lipowo mit dem Nachbarort Groß Parleese (heute polnisch: Parleza Wielka) aus dem Amtsbezirk Raschung in die Stadtgemeinde Bischofsburg (heute polnisch: Biskupiec) umgegliedert. Am 3. Februar 1933 erhielt Lipowo die Umbenennung in „Lindenhorst“.
In Kriegsfolge kam Lindenhorst 1945 mit dem südlichen Ostpreußen zu Polen und erhielt die alte Ortsbezeichnung „Lipowo“ wieder zurück. Das Dorf „wechselte“ vom Kreis Rößel in den Powiat Olsztyński (Kreis Allenstein) und gehört heute zur Stadt- und Landgemeinde Biskupiec in der Woiwodschaft Ermland-Masuren.

### Einwohnerentwicklung
- 1785:00 4 Feuerstellen
- 1820:00 3 Feuerstellen, 14 Seelen
- 1910: 030 Einwohner
- 2007: 250 Einwohner
- 2010: 285 Einwohner

## Religionen
Die heidnischen Prußen verehrten die baltischen und litauischen Gottheiten. Im Zuge der Christianisierung durch den Deutschen Ordnen wurde das Bistum Ermland gegründet, das ab dem Jahr 1243 ein Teil des Deutschordenslandes wurde.

### Evangelisch
Die Bevölkerung Lipowos war vor 1945 mehrheitlich evangelischer Konfession. Das Dorf war in das Kirchspiel Bischofsburg (Biskupiec) in der Diözese Allenstein im Kirchenkreis Ermland innerhalb der Kirchenprovinz Ostpreußen der Kirche der Altpreußischen Union eingepfarrt. Auch heute gehören die evangelischen Kirchenglieder Lipowos zur Kirchengemeinde Biskupiec, die jetzt eine Filialgemeinde der Pfarrei Sorkwity (Sorquitten) in der Diözese Masuren der Evangelisch-Augsburgischen Kirche in Polen ist.

### Katholisch
Wie schon vor 1945, so gehören auch jetzt die katholischen Kirchenglieder zur Pfarrei in Biskupiec, Hauptort des Dekanats Biskupiec Reszelski, im Erzbistum Ermland der Katholischen Kirche in Polen.